# Koerdische Democratische Partij (Libanon)
De Koerdische Democratische Partij is een Koerdische politieke groepering in Libanon opgericht door Jamil Mihhu in 1960.
Mihhu steunde de politiek van de Republiek Irak in Iraaks-Koerdistan waardoor hij gevangen werd genomen en opgesloten door het Koerdische verzet in Irak. Als gevolg daarvan werd de leiding van de partij doorgegeven aan Jamil's zoon, Riyad. Een andere zoon, Mohammed, was het niet eens met de positie van zijn familie op een aantal punten en begon in 1977 zijn eigen beweging, de Koerdische Democratische Partij-Tijdelijk Leiderschap.